# Усть-Тарея
Усть-Тарея (старое название — Тарея) — посёлок в Таймырском Долгано-Ненецком районе Красноярского края РФ. Ныне урочище в  городском поселении Дудинка (73.205143, 89.776156).

## География
Находится в подзоне типичных тундр, на Западном Таймыре,  на берегу реки Пясина (Рогачева, Энергия Васильевна. Птицы Таймыра и сопредельных территорий. Том I. Гусеообразные. Часть 1. Казарки, гуси и лебеди / Э. В. Рогачева. – Москва : Товарищество научных изданий КМК, 2023. – 552 с. С.90,  445. ISBN 978-5-907747-31-9). На востоке от посёлка находится устье реки Тарея, а на западе — устье реки Бинюда. Берег высокий и скалистый.

### Природа
Вблизи Усть-Тареи отмечено появление пролетных казарок 18 июня 1968 года. В косяке насчитали 50‒70 взрослых, молодых птиц. До 1966 года на пойменных озёрах левобережья Пясины в районе Усть-Тареи фиксировались крупные скопления линных гусей. В августе 1991 г. около посёлка наблюдали гнездившихся казарок. В окрестностях посёлка в 1979 г. численность гуменников составляла в 1-й половине июля – 2,6 особи на 1 кв. км, во 2-й половине июля 10,6, в 1-й половине августа – 32,4 особи на 1 кв. км.
В окрестностях пос. Усть-Тарея находили гнезда  белолобых гусей в осоково-моховой кочковатой или трещиноватой пятнистой тундре на пологом склоне плакора, в 1,5‒2 км от берега реки, на осоково-моховой бровке полигона с порослями мелких ив (Рогачева, Энергия Васильевна. Птицы Таймыра и сопредельных территорий. Том I. Гусеообразные. Часть 1. Казарки, гуси и лебеди / Э. В. Рогачева. – Москва : Товарищество научных изданий КМК, 2023. – 552 с. С.90, 150, 206, 415, 445, 463, 480).
В 25 км ниже по течению от посёлка Усть-Тарея, на правом берегу р. Пясина находится местонахождение Пясина. 
И.А. Кузнецовой собраны погадки дневных хищных птиц хорошей сохранности (Смирнов, Николай Георгиевич.
Плейстоценовые грызуны Севера Западной Сибири. М., 1986. С.7). 

## История
Посёлок основала экспедиция Ленинградского Горного института как станцию для поисков добычи нефти и газа, и аэропорт в 1952 году. Позже Усть-Тарею стали заселять. В посёлке были двух-, трёхэтажные жилые здания, обычные дома и магазин. Не исключено, что в Тарее жило более 200 человек. Из-за большого пожара посёлок закрыли в 1991 году.
Входил в состав упразднённого с 2005 года Диксонского района.

## Население
```
1952 год — 5 человек
1975 — более 200
1991 — в районе 30
2010 — 24
2021 — менее 20
```

Внимание! Указано приблизительное количество населения посёлка Усть-Тарея.

## Инфраструктура
В 1965–1977 гг. в окрестностях рыбацкого поселения Тарея работал Таймырский биогеоценологический стационар (стационар Ботанического института РАН (Рогачева, Энергия Васильевна. Птицы Таймыра и сопредельных территорий. Том I. Гусеообразные. Часть 1. Казарки, гуси и лебеди / Э. В. Рогачева. – Москва : Товарищество научных изданий КМК, 2023. – 552 с. С. 415. ISBN 978-5-907747-31-9)

## Транспорт
Аэропорт Усть-Тарея, находился на острове в 35 км ниже по течению от Тареи
Действовала якорная стоянка Усть-Тарея,  на правом берегу р. Пясина, западнее о. Няурский, координаты  73°15' с. ш.  90°36' в. д. В восточной части острова Намарандинский, на  реке Пясина, находится другая якорная стоянка Усть-Тарея, координаты  73°12' с. ш.  89°47'.